# 세라 랭커스터
세라 랭커스터(Sarah Lancaster, 1980년 2월 12일 ~ )는 미국의 배우이다.

## 출연 작품
- 더 테러 오브 할로윈스 이브 (2017)
- 더 스트레이 (2017)
- 더 저지 (2014)
- 퍼 크레이지 (2013)
- CHUCK 시즌5 (2011)
- 척 (2007)
- 왓 어바웃 브라이언 (2006)
- 에버우드 (2002)
- 캐치 미 이프 유 캔 (2002)
- 나는 네가 지난 여름에 한 일을 알고 있다: 라스트 머더 (2000)
- 사랑보다 아름다운 유혹 2 (2000)
- 마이클 랜던, 내가 아는 아버지 (1999)
- 러버스 레인 (1999)